# ヒドロキソコバラミン
ヒドロキソコバラミン（Hydroxocobalamin（OHCblまたはB12a））は、ビタミンB12の天然の形でビタミンB12の基本グループの一つである。ヒドロキソコバラミンは、他のビタミンB12と同様に鮮やかな赤色を呈する。ヒドロキソコバラミンは、人体では見つかっていないが、人体内で容易に有用なビタミンB12補酵素に変換できる。薬学的には、ヒドロキソコバラミンは、注射液として製造されており、ビタミンB欠乏症やシアン中毒の治療に利用されている。

## 副作用
「重大な副作用」の項に「急性腎障害：急性腎障害があらわれることがあり、腎尿細管壊死が認められた症例も報告されている。」と追記された。